# Herszel Cam
Gercel Jankielewicz Cam (ros. Герцель Янкелевич Цам, Herszel Jankiel Cam, ur. 25 stycznia 1842 w Horyńgrodzie, zm. w 1915 w Tomsku) – rosyjski oficer, kantonista, kapitan armii carskiej, działacz społeczności żydowskiej.

## Życiorys
Jeden z dziewięciu rosyjskich oficerów wyznania mojżeszowego w XIX w. (nie licząc lekarzy wojskowych) i jedyny, który osiągnął stopień kapitana. Schwytany przez łapaczy (chapunów) w 1852 szkolił się w batalionie kantonistów od 9 roku życia. W wieku 17 lat Cam wszedł do czynnej służby wojskowej i został wysłany do Tomska. W 1858 został szeregowym. W 1876 Herszel Cam z rekomendacji oficerów pułku został mianowany chorążym przez cesarza Aleksandra II.
W 1887 roku awansował na sztabskapitana. Z rozkazu ministra wojny Piotra Wannowskiego, który uważał, że Żyd nie może być starszym adiutantem w administracji prowincji, został przeniesiony do służby czynnej jako dowódca kompanii, gdzie osiągnął wzorowe wyniki. Jednak ani jeden wniosek o awans złożony przez jego przełożonych nie został rozpatrzony pozytywnie.
W 1893 roku, po kilkudziesięciu latach służby wojskowej, zrezygnował, otrzymując stopień kapitana.
Następnie był aktywnym działaczem społeczności żydowskiej w Tomsku, gdzie przyczynił się do budowy tamtejszej synagogi wojskowej. Był autorem publikacji Historia powstania wojskowej szkoły modlitewnej w Tomsku («История возникновения в Томске военно-молитвенной солдатской школы»), wydanej w Tomsku w 1909 r.